# La primera noche de la quietud
La primera noche de quietud (La prima notte di quiete) es una película italiana de 1972 protagonizada por Alain Delon y Sonia Petrovna (n. 1952), y dirigida por Valerio Zurlini. Está ambientada en Rímini, región de Emilia-Romaña (Italia), durante la estación invernal. 

## Argumento
Daniele Dominici (Alain Delon) es un profesor de literatura que parece huir de su pasado. Instalado recientemente en Rímini, es un hombre muy buen mozo y culto pero no parece tener vocación para la enseñanza, la cual imparte sólo para poder sobrevivir. Vive en un apartamento con una mujer de nombre Mónica (Lea Massari), quien parece ser su compañera, aunque no se aman. Sin embargo, él la mantiene con su sueldo y con lo que gana de las apuestas, ya que le gusta jugar. También le gusta mucho escribir poesía y ha escrito un libro: La primera noche de quietud (en alusión a la muerte), dedicado a una supuesta antigua novia de la adolescencia que se suicidó.

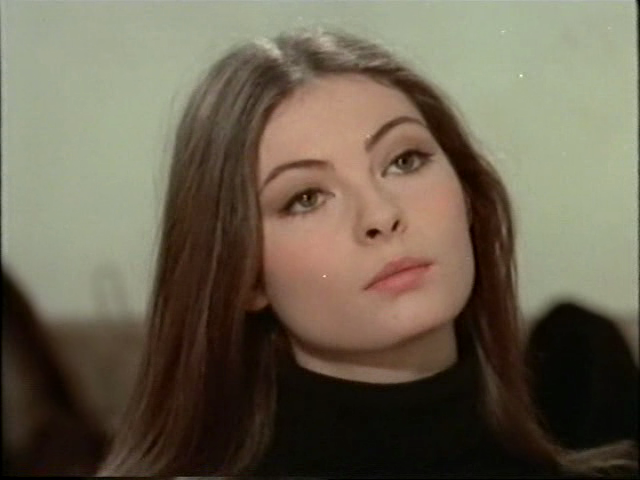
Sonia Petrova en un fotograma de la película.

La historia principal comienza cuando Daniele entra a trabajar en el Liceo local. Allí conoce a una bella alumna de veinte años llamada Vanina Abati (Sonia Petrova), quien no puede ocultar su amargura y tristeza interior. Él se siente atraído fuertemente por ella pero no puede soportar su infelicidad. Ella se muestra reacia al comienzo con su profesor pero poco a poco se irá abriendo a él, hasta el punto de enamorarse. Sin embargo, Vanina esconde un pasado oscuro en el que están involucrados los nuevos amigos de Daniele, entre ellos Giorgio Mosca, apodado "Spider" (Giancarlo Giannini), Marcello (Renato Salvatori), Elvira (Nicoletta Rizzi) y Gerardo Pavani (Adalberto Maria Merli). Este último es novio de Vanina, pero ella sólo dice estar con él por su dinero, soportando incluso maltratos e infidelidades. Finalmente, después de que Gerardo la humille delante de todos, escapa y recibe la ayuda de Marcello, quien parece tenerle afecto y le presta una pequeña casa para que pueda consumar su amor junto a Daniele. Gerardo se entera y llega violentamente al lugar con intenciones de recuperar a Vanina a cualquier precio. Al no poder lograrlo, le revela a Daniele el gran secreto de Vanina: su madre es una prostituta famosa en la Riviera Romañola y ella ha seguido sus pasos. Tras gritos y golpes, Gerardo se marcha pero promete vengarse. Los dos enamorados planean huir, por lo que ella toma el tren, quizás hacia Monterchi, donde vive su hermana. Daniele vuelve a su casa y se separa de Mónica, quien amenaza con suicidarse. A su vez, matones mandados por Gerardo (o la madre de Vanina) le dan una paliza a Daniele y le rompen una costilla, pero es socorrido por Spider y Marcello. Cuando despierta, decide ir tras Vanina pero está tan aturdido que tiene un accidente mortal en la ruta, envuelta en una niebla intensa. El film termina con Spider asistiendo al funeral de Daniele, dejando entrever que su familia paterna poseía muchísimo dinero.
- Datos: Q586766
- Multimedia: La prima notte di quiete / Q586766